# The Applejacks (banda britânica)
The Applejacks foi uma banda britânica de música beat formada em 1961 em Solihull, West Midlands. Um dos grupos ingleses de maior sucesso, principalmente em meados da década de 1960, eles foram o primeiro grupo "Brumbeat" a alcançar o Top 10 do UK Singles Chart, e eram incomuns por terem uma baixista, Megan Davies.
Eles permaneceram no topo das paradas do Reino Unido até meados da década de 1960, mas foram esquecidos logo depois. Seu último single foi lançado na CBS no início de 1967.

## Formação original da banda
- Al Jackson (nascido Harry Llewellyn Jackson, 21 de abril de 1945, Birmingham, Warwickshire), vocal principal (de julho de 1962);
- Martin Baggott (nascido Martin Thomas Baggott, 20 de outubro de 1947, Birmingham, Warwickshire), guitarra solo (desde o início de 1961);
- Don Gould (nascido Donald Peter Gould, 23 de março de 1947, Solihull, Warwickshire), órgão (de dezembro de 1961);
- Phil Cash (nascido Philip Peter Cash, 9 de outubro de 1947, Birmingham, Warwickshire), guitarra base (desde o início de 1961);
- Gerry Freeman (nascido Gerald Ernest Freeman, 5 de maio de 1943, Solihull, Warwickshire), bateria (desde o início de 1961);
- Megan Davies (nascida Megan Kelso Davies, 25 de março de 1944, Sheffield, West Riding of Yorkshire), baixo (desde o início de 1961)[3]

## História
Todos os Applejacks (exceto Jackson) eram membros da mesma tropa de escoteiros quando crianças. Baggott, Cash e Freeman começaram a tocar juntos em um grupo de skiffle chamado Crestas em 1961, apresentando-se ocasionalmente em um clube juvenil local. Davies se juntou ao grupo em 1961, Gould no ano seguinte. Sem vocalista, eles eram uma banda estritamente instrumental até a adição do cantor Al Jackson em 1963; eles começaram a tocar canções de rock and roll e garantiram uma residência no Solihull Civic Hall. Durante esse tempo, eles mudaram seu nome para Jaguars antes de finalmente se tornarem Applejacks em julho de 1962.
Assinados com a Decca Records no final de 1963, seu sucesso foi em grande parte devido à força de seu primeiro single, "Tell Me When". Escrito por Les Reed e Geoff Stephens, "Tell Me When" foi lançado em fevereiro de 1964 e alcançou a 7ª posição no UK Singles Chart. Depois que o grupo conheceu os Beatles durante os ensaios para uma aparição na televisão, John Lennon e Paul McCartney forneceram aos Applejacks uma música que seria seu segundo single: "Like Dreamers Do". No entanto, o recorde alcançou apenas a posição 20 na parada do Reino Unido, enquanto seu hit final, "Three Little Words (I Love You)" (também em 1964), chegou à posição 23.
O grupo brigou com a Decca sobre seu próximo single. A Decca queria que eles gravassem "Chim Chim Chiree", mas o grupo não gostou da música. Embora o single tenha sido anunciado (e, portanto, esteja listado na maioria das discografias), ele nunca foi lançado. De acordo com Megan Davies, o grupo nem gravou "Chim Chim Chiree". Graças a essa briga, seu próximo single, "Bye Bye Girl", foi lançado meio ano depois de "Three Little Words".
Embora a Decca tenha continuado a lançar gravações de Applejacks durante 1965 (incluindo a primeira versão lançada de "I Go to Sleep" de Ray Davies), eles tiveram pouca resposta do público, levando a um rápido retorno aos shows locais. Depois de 1966, o grupo se tornou um ato em navios de cruzeiro, trabalhando para a Cunard até o final da década e frequentemente a bordo do RMS Queen Mary, RMS Queen Elizabeth e Queen Elizabeth 2.
Freeman e Davies se casaram em setembro de 1964, com os outros membros da banda servindo como padrinhos. Davies acabou se aposentando da música para se tornar enfermeira e administradora hospitalar do Serviço Nacional de Saúde.
Eles já foram descritos como o "Solihull Sound", e Chris May e Tim Phillips compararam sua música às campainhas bijou populares em Solihull na época.
Em 11 de dezembro de 2010, a banda se reuniu mais uma vez para fazer um show único na Igreja de St Mary, Solihull, igreja em que os Applejacks praticavam nos primeiros dias. O concerto foi feito para arrecadar fundos para a igreja.

## Discografia
Álbuns de estúdio
- 1964 - The Applejacks (Decca LK 4635)

CD samplers
- 1990 - Tell Me When (Deram 820 968-2)
- 2009 - The Applejacks (Cherry Red Records CDMRED411)

Singles
- "Tell Me When" / "Baby Jane" (Decca F 11833) 14 February 1964 (No. 7 UK, No. 135 U.S.)
- "Like Dreamers Do" / "Everybody Fall Down" (Decca F 11916) 5 June 1964 (No. 20 UK)
- "Three Little Words (I Love You)" / "You're the One" (Decca F 11981) 18 September 1964 (No. 23 UK)
- "Chim Chim Chiree" / "It's Not a Game Anymore" (Decca F 12050) 19 March 1965 (withdrawn)
- "Bye Bye Girl" / "It's Not a Game Anymore" (Decca F 12106) 19 March 1965
- "I Go to Sleep" / "Make Up or Break Up" (Decca F 12216) 27 August 1965
- "I'm Through" / "We Gotta Get Together" (Decca F 12301) December 1965
- "You've Been Cheating" / "Love Was in My Eyes" (CBS 202615) 10 March 1967[5]

## Xarás
Existe uma banda estadunidense também chamada "The Applejacks", que não tem nada a ver com os Applejacks ingleses. Os The Applejacks dos Estados Unidos eram liderados por Dave Appell, e são conhecidos pela música instrumental Mexican Hat Rock, que alcançou a posição 16 nas paradas americanas em 1958.